# Sisyrinchium arguellesiae
Sisyrinchium arguellesiae är en irisväxtart som beskrevs av Ceja, Espejo och López-ferr. Sisyrinchium arguellesiae ingår i släktet gräsliljor, och familjen irisväxter. Inga underarter finns listade i Catalogue of Life.